# Dactylorhiza irenica
Dactylorhiza irenica är en orkidéart som beskrevs av Francisco María Vázquez. Dactylorhiza irenica ingår i Handnyckelsläktet som ingår i familjen orkidéer.
Artens utbredningsområde är Spanien. Inga underarter finns listade i Catalogue of Life.

## Bildgalleri

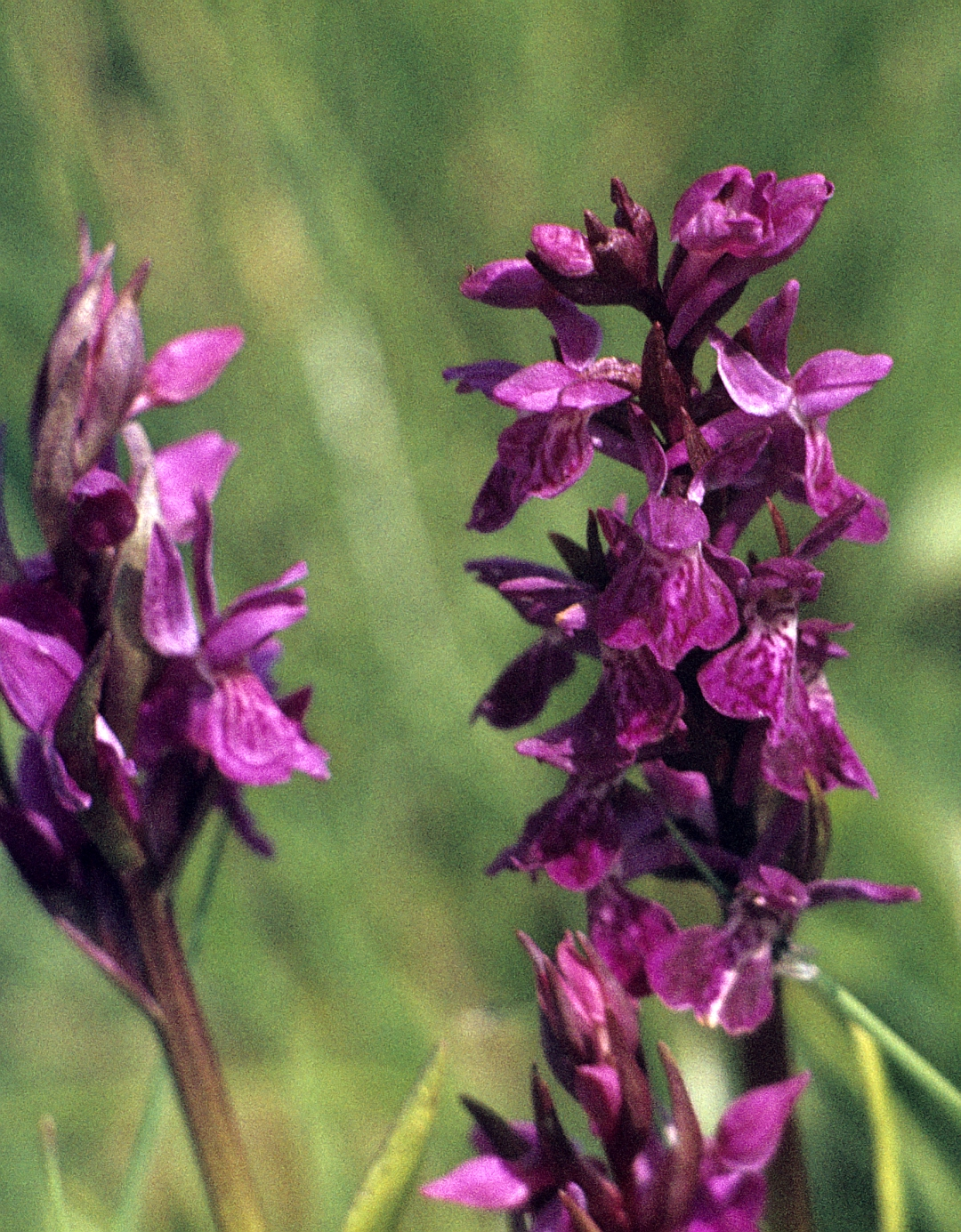
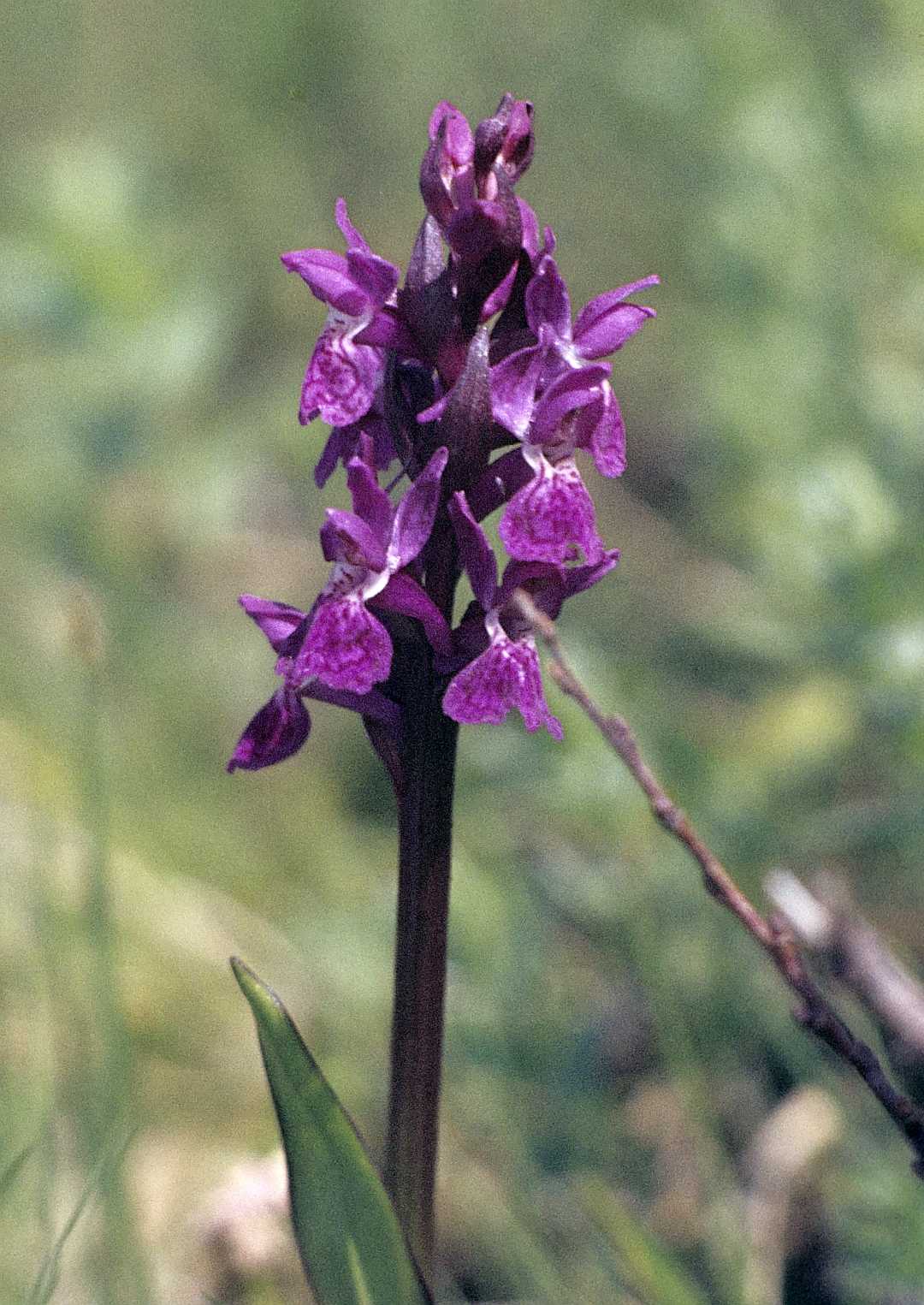
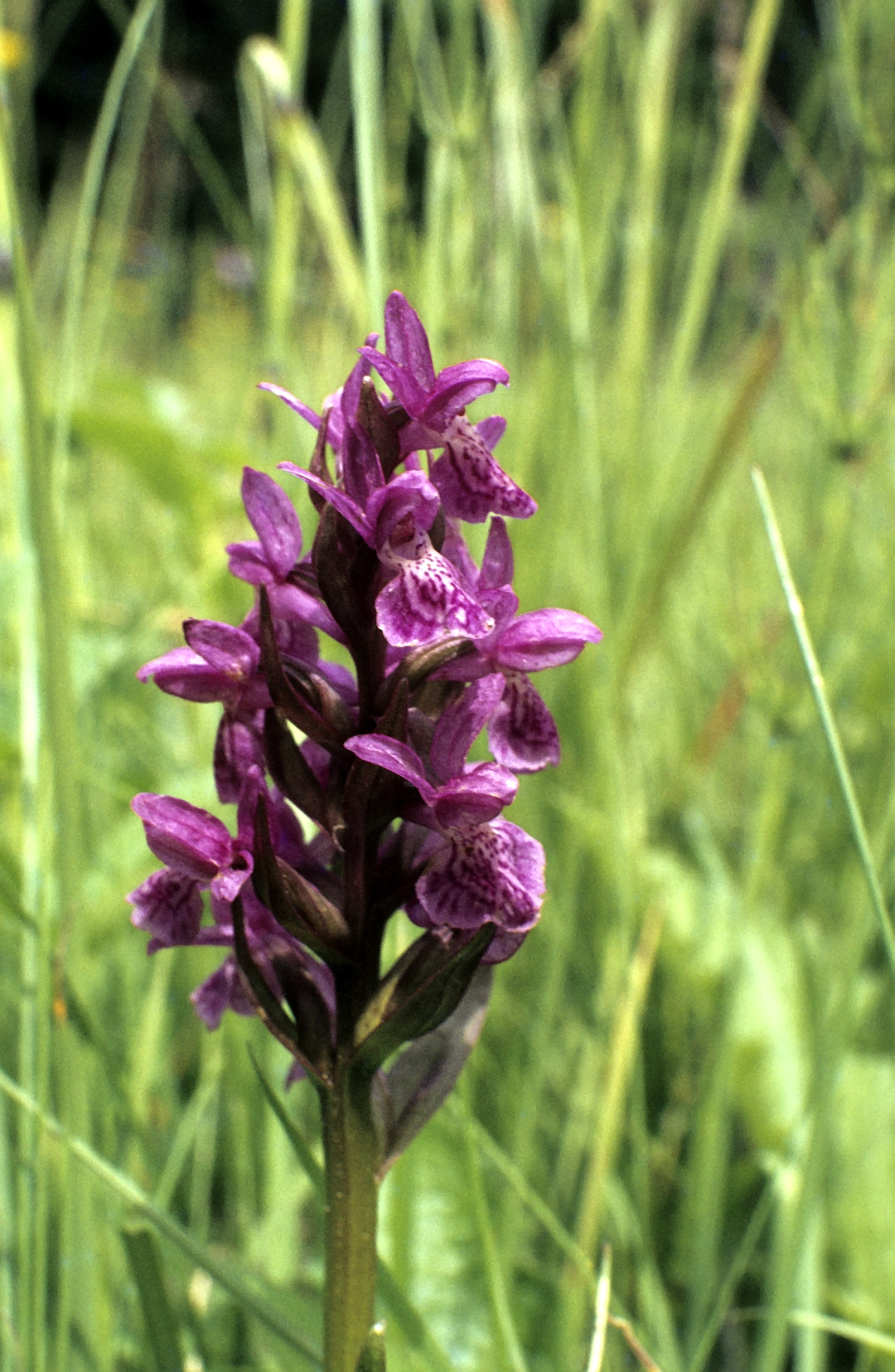
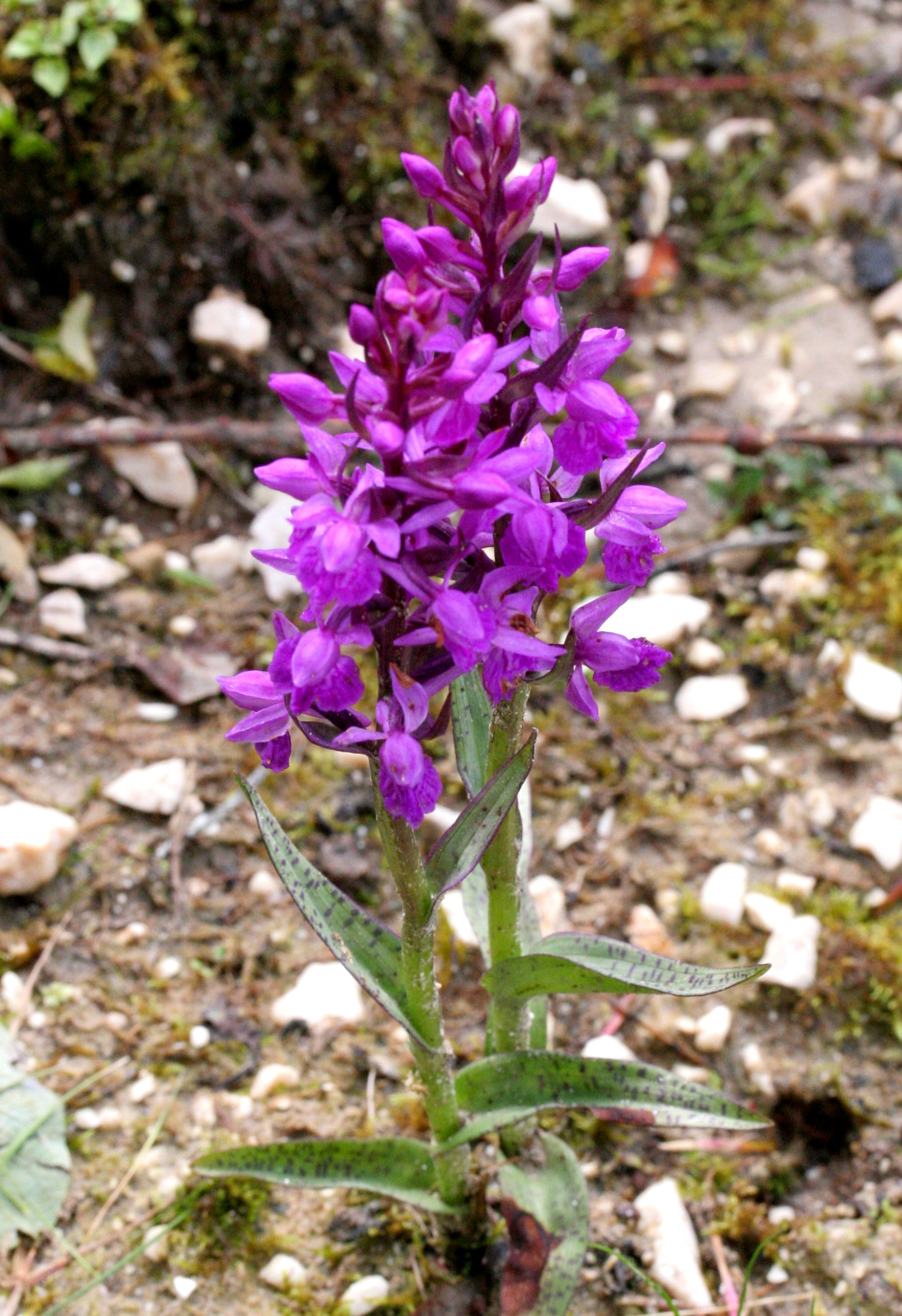